# Stephanie Gillis

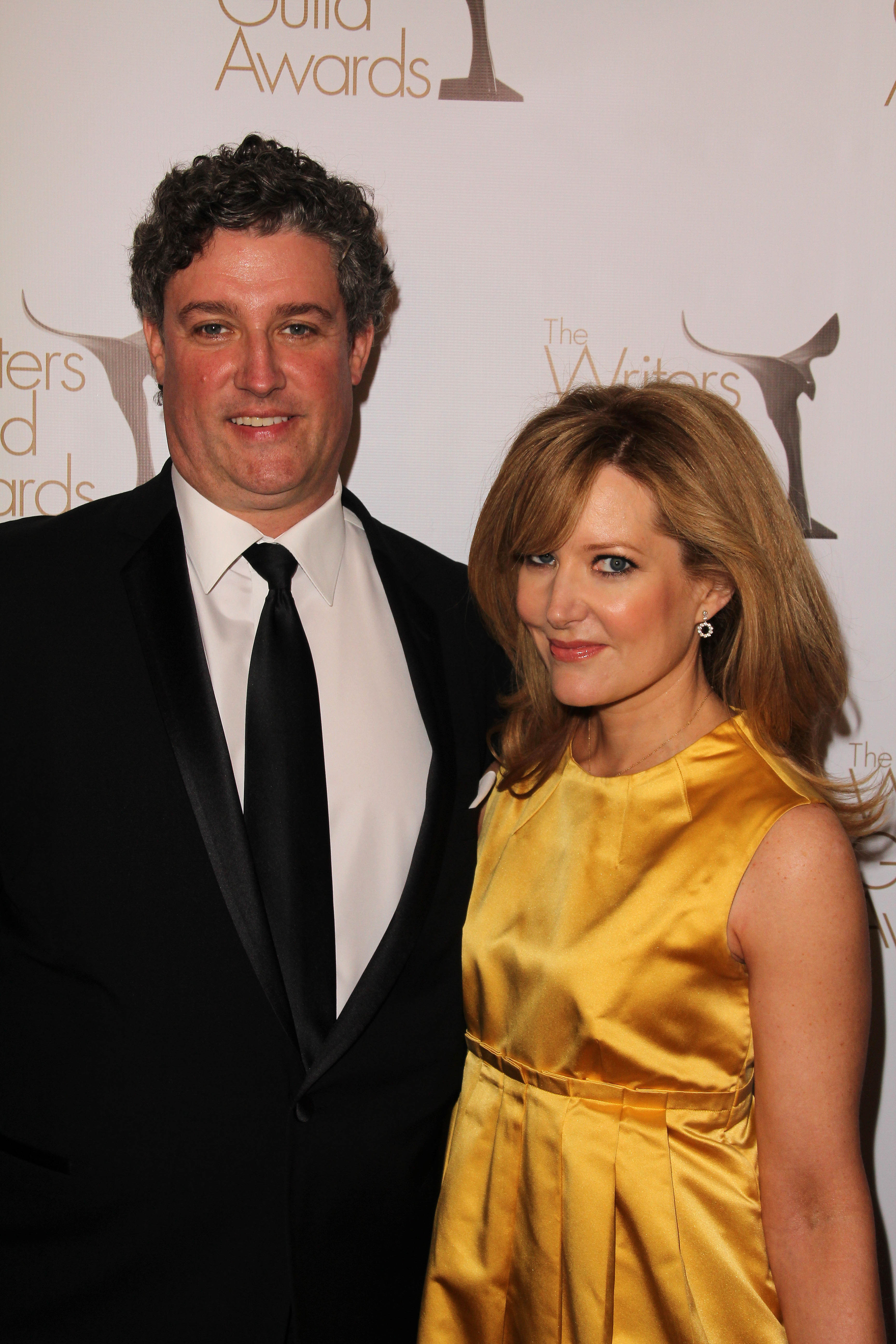
Stephanie Gillis, à droite, et son époux Al Jean, à gauche.

Stephanie Gillis est une scénariste américaine pour la télévision. Elle travaille actuellement pour Les Simpson, dont elle a écrit six épisodes : "Homer maire !" ("See Homer Run"), "Midnight Towboy", "Burns est piqué" (en France) ou "L'arène des abeilles" (au Québec)" ("The Burns and the Bees"), "Il était une fois à Springfield" ("Once Upon a Time in Springfield"), "Moe Letter Blues" et "Remplaçable" (en France), "Tu es remplaçable" (au Québec) (Replaceable You")

Elle vit actuellement à Los Angeles en Californie avec son mari, l'actuel show-runner des Simpson Al Jean. Ils se sont mariés à Enniskerry en Irlande en 2002.

## Prix et nominations
Stephanie Gillis a été nommée en 2009 pour le Prix de la Writers Guild of America Award, pour "Homer maire !", en tant que membre de l'équipe d'auteurs des Simpson, en 2010 pour "Burns est piqué" ainsi qu'en 2011 pour "Moe Letter Blues".
En 2009, Stephanie Gillis a été nommée pour l'Environmental Media Award, pour l'épisode "Burns est piqué".
Elle a été nommée pour les Emmy Awards en 2010 pour l'épisode "Il était une fois à Springfield". Anne Hathaway a reçu l'Emmy de la Meilleure Voix Off pour son interprétation dans "Il était une fois à Springfield"

## Filmographie

### PourLes Simpson
| Année | Titre                           | Titre original                  | Saison | Épisode | Réalisateur      |
| ----- | ------------------------------- | ------------------------------- | ------ | ------- | ---------------- |
| 2005  | Homer maire !                   | See Homer Run                   | 17     | 6       | Nancy Kruse      |
| 2007  | Le Cow-boy des rues             | Midnight Towboy                 | 19     | 3       | Matthew Nastuk   |
| 2008  | Burns est piqué                 | The Burns and the Bees          | 20     | 8       | Mark Kirkland    |
| 2010  | Il était une fois à Springfield | Once Upon a Time in Springfield | 21     | 10      | Matthew Nastuk   |
| 2010  | Le Mot de Moe                   | Moe Letter Blues                | 21     | 21      | Matthew Nastuk   |
| 2011  | Remplaçable                     | Replaceable You                 | 23     | 4       | Mark Kirkland    |
| 2012  | L'Arbre miraculeux              | A Tree Grows in Springfield     | 24     | 6       | Timothy Bailey   |
| 2013  | Homerland                       | Homerland                       | 25     | 1       | Bob Anderson     |
| 2014  | Simpson Horror Show XXV         | Treehouse of Horror XXV         | 26     | 4       | Matthew Faughnan |
| 2015  | Lisa avec un s                  | Lisa with an 'S'                | 27     | 7       | Bob Anderson     |
| 2018  | Bart n'est pas mort             | Bart's Not Dead                 | 30     | 1       | Bob Anderson     |